# Seguin (Texas)
Seguin es una ciudad ubicada en el condado de Guadalupe en el estado estadounidense de Texas. Lleva este nombre en honor  a Juan Seguín, participante insigne de la Independencia de Texas.  En el Censo de 2010 tenía una población de 25175 habitantes y una densidad poblacional de 280,47 personas por km².

## Geografía
Seguin se encuentra ubicada en las coordenadas 29°35′20″N 97°58′00″O / 29.58889, -97.96667. Según la Oficina del Censo de los Estados Unidos, Seguin tiene una superficie total de 89.76 km², de la cual 89.25 km² corresponden a tierra firme y (0.57%) 0.51 km² es agua.

## Demografía
Según el censo de 2010, había 25175 personas residiendo en Seguin. La densidad de población era de 280,47 hab./km². De los 25175 habitantes, Seguin estaba compuesto por el 75.92% blancos, el 8.05% eran afroamericanos, el 0.55% eran amerindios, el 0.88% eran asiáticos, el 0.04% eran isleños del Pacífico, el 12% eran de otras razas y el 2.55% pertenecían a dos o más razas. Del total de la población el 55.36% eran hispanos o latinos de cualquier raza.

## Lugares
- Cataratas de Flores